# Route nationale 12a (Madagascar)

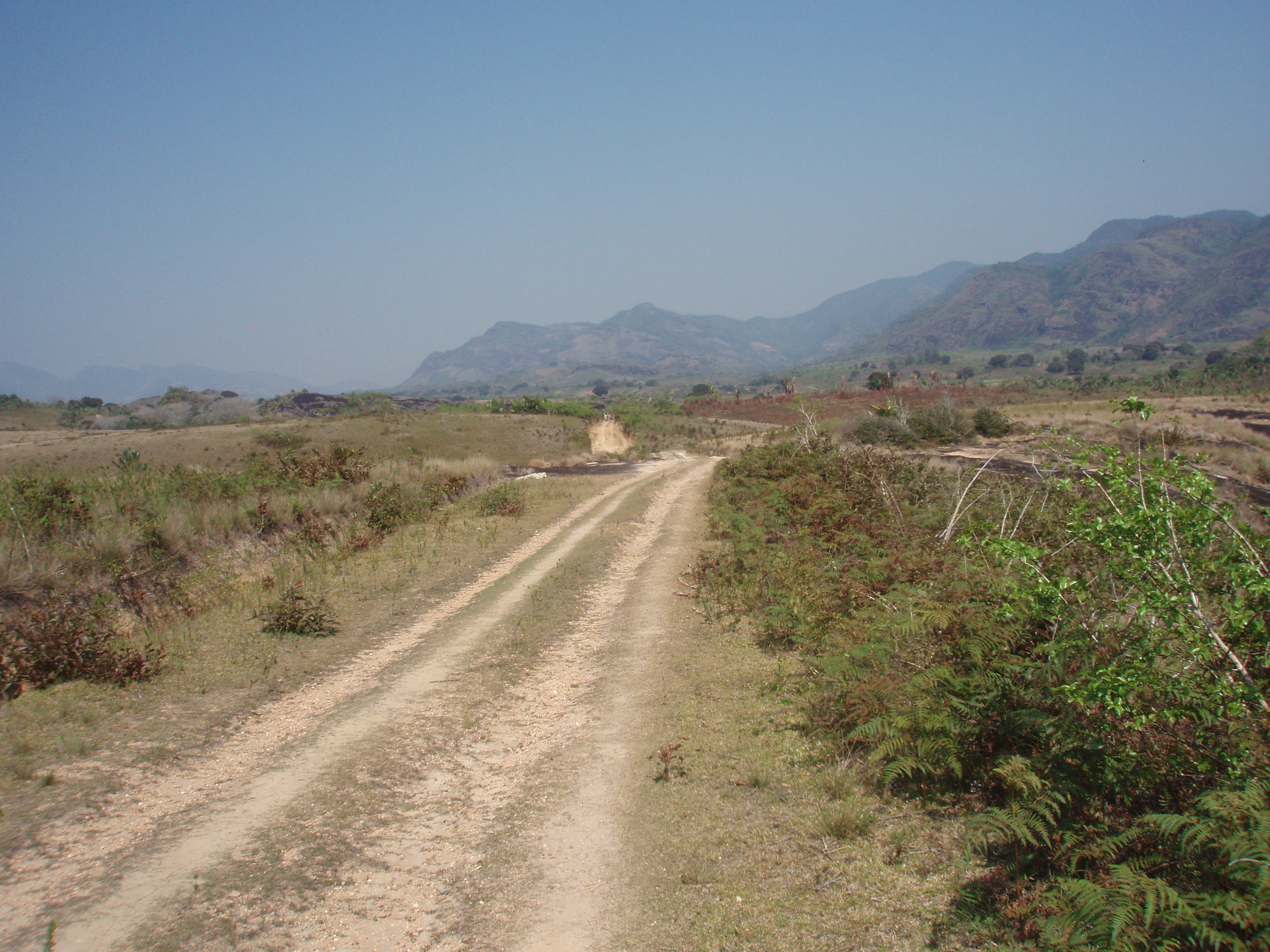
La route nationale 12a, circa 20 km a nord di Tolagnaro.

La route nationale 12a (RN 12a) è una strada statale del Madagascar, lunga 256 km, in gran parte non asfaltata, che collega Tolagnaro a  Vangaindrano.